# Vizcondado de San Antonio
El vizcondado de San Antonio es un título nobiliario español concedido por el rey Carlos III de España, por Real Decreto de data desconocida de 1785 y por Real Despacho del 3 de mayo de 1785 al noble portugués Jerónimo António Pereira Coutinho Pacheco de Vilhena e Brito.
El título de vizconde de San Antonio se concedió como previo al de marqués de los Soidos con Grandeza de España de primera clase.
Todos los miembros de esta familia han estado siempre muy vinculados con Portugal, donde han tenido siempre su residencia. Sus descendientes incluyen a António Xavier Pereira Coutinho, cuyo bisnieto Vasco Manuel de Quevedo Pereira Coutinho ha sido creado I marqués de Pereira Coutinho en 2011.

## Armas
Esquartelado: 1, Coutinho; 2, Pereira, 3, de Azevedo de los señores de São João de Rei; 4, Pacheco; sobre el todo: 1.º e 4.º quarteles de Manuel de Vilhena; timbre: Coutinho; corona de vizconde.

## Vizcondes de San Antonio
|                         | Titular                                                      | Periodo                 |
| Creación por Carlos III | Creación por Carlos III                                      | Creación por Carlos III |
| ----------------------- | ------------------------------------------------------------ | ----------------------- |
| I                       | Jerónimo António Pereira Coutinho Pacheco de Vilhena e Brito | 1785 - 1785             |

## Historia de los vizcondes de San Antonio
- Jerónimo António Pereira Coutinho Pacheco de Vilhena e Brito, I vizconde de San Antonio y luego I marqués de los Soidos, grande de España de primera clase.

1. Casó con Maria Justina de Mendonça Arrais Borges Botelho.

## Nota
Al ser un vizcondado previo no puede considerarse un título nobiliario, ya que nunca fue considerado como tal. Su concesión fue un puro trámite administrativo que se extinguió al otorgarse el título de marqués de los Soidos.